# Oropsylla tapina
Oropsylla tapina är en loppart som beskrevs av Peus 1977. Oropsylla tapina ingår i släktet Oropsylla och familjen fågelloppor. Inga underarter finns listade i Catalogue of Life.